# نامه‌نگاری
نامه‌نگاری به معنی ارسال نوشته‌ای برای فرد یا افراد دیگر جهت برقراری ارتباط است و نامه، می‌تواند در مورد هر موضوعی باشد. در گذشته‌ها، نامه روی کاغذ نوشته می‌شد، اما در عصر حاضر، اینترنت‌ و پیام‌رسان‌ها جای آن را گرفته‌اند. انواع دیگری از نامه‌نگاری هم هستند که ارتباط چندانی با آن ندارند، مانند تلگراف، فکس و...

## تاریخچه نامه‌نگاری در ایران
در زمان هخامنشیان، واژه‌ها را با خط میخی بر روی پوست دباغی‌شدهٔ جانوران می‌نوشتند. سپس آن پوست را به دست چاپار یا پیک می‌دادند تا به مقصد برساند.
در واقع نامه‌نگاری از زمان هخامنشیان به‌وجود آمد.
برای جابه‌جایی نامه‌ها در زمان ساسانیان، از قاصد استفاده می‌شد و نامه را با اسب به مقصد می‌رساندند. برای رفع خستگی و سرعت عمل بهتر بین راه در فواصل معیّن چاپارخانه‌هایی ساخته شده بود که در آن‌ها یک یا چند نفر مرد سوارکار حضور داشتند تا نامه را که قاصد از چاپارخانه قبلی می‌آورد به چاپارخانه بعدی برسانند.
در زمان صدارت امیر کبیر شخصی به نام شفیع خان چاپارچی باشی از امیر کبیر دستور یافت تا تشکیلات چاپار دولتی را نظم بخشد و امیر کبیر در اوخر سال ۱۲۶۶ دستورِ ساخت چاپارخانه‌های جدید در تمام ایالات را داد.
از سال ۱۲۶۸ برای ارسال نامه نرخ تصویب شد و تا بیست سال بعد ادامه داشت.
بعد از مدتی کتابچه‌ای نیز تهیه و بین ایالات توزیع شد که در آن صورت چاپارخانه‌ها و مسافت هر کدام قید شده بود لذا با گرفتن التزام از شفیع خان در اندک زمانی ارسال مراسلات و مکاتبات خصوصی مردم بین مرکز و شهرهای مهم شکل گرفته و مرتب شد و مأمورین ملزم به اجرای دقیق و صحیح برنامه شدند. از ۱۸۰۰ سال پیش که کاغذ توسط چینی‌ها ساخته شد، نامه‌نویسی روی کاغذ و کتاب‌نویسی پدید آمد و امر نامه‌نویسی خیلی آسان‌تر شد.

## منبع
- مدیریت پروژه ایران